# Dissociatieve recombinatie
Dissociatieve recombinatie is een chemische reactie, waarbij een positief geladen molecule (een kation) na het opnemen van een elektron uit elkaar valt. In een formule kan dit als volgt uitgedrukt worden:
{\displaystyle {\ce {XY+ + e- -> X + Y}}}
Hierbij kunnen X en Y hetzelfde atoom of dezelfde atoomgroep zijn. De term dissociatieve recombinatie is opgebouwd uit de twee karakteristieke eigenschappen van deze reactie. Dissociatie slaat op het uit elkaar vallen van de verbinding in twee (of meer) delen, recombinatie slaat op het opnemen van het elektron door het positief geladen deeltje.
Vrije elektronen ontstaan vooral in de interstellaire ruimte, als gevolg van bestraling van atomen of moleculen met hoogenergetisch ultraviolet licht afkomstig van sterren. Op de Aarde ontstaan bijna geen vrije elektronen, omdat het ultraviolet licht van de zon door de atmosfeer van de Aarde wordt gefilterd. Dissocatieve recombinatie is een belangrijk proces in de astrofysica.